# Orsotriaena mendice
Orsotriaena mendice är en fjärilsart som beskrevs av Hans Fruhstorfer 1911. Orsotriaena mendice ingår i släktet Orsotriaena och familjen praktfjärilar. Inga underarter finns listade i Catalogue of Life.